# Migliarino Pisano
Migliarino Pisano è una frazione del comune italiano di Vecchiano, nella provincia di Pisa, in Toscana, percorsa dalla Via Aurelia.

## Geografia fisica
Buona parte del suo territorio è occupato dal Parco di Migliarino, San Rossore, Massaciuccoli, in particolare l'omonima tenuta. Sono presenti inoltre vaste aree agricole, grazie alla vicinanza del Lago di Massaciuccoli e del fiume Serchio.

## Storia
Migliarino Pisano, per molti secoli, fu feudo della famiglia Orlandi di Pisa. Il piccolo centro si formò all'estremità del guado e del traghetto che serviva la "Via Pietrasantina" per il confine lucchese. Verso il 1765 la zona fu dotata di un fortino verso la costa di supporto ad una torre d'avvistamento preesistente.

### Alluvione del 2009
L'area è balzata sulle cronache nazionali alla fine del 2009. A causa delle frequenti piogge, l'esondazione del Serchio aveva provocato l'allagamento di parte della località di Migliarino (in particolare la zona detta Malaventre e tutta l'area industriale-artigianale), arrecando seri danni alle attività produttive presenti. La stessa Via Aurelia, sommersa dall'acqua, era stata interdetta al traffico assieme all'autostrada A11.

## Monumenti e luoghi d'interesse

### Architetture religiose
- Chiesa di San Ranieri, nota anche come San Vincenzo de' Paoli, è la chiesa parrocchiale di Migliarino.[3]
- Chiesa di San Pietro apostolo (anche detta Chiesaccia di Malaventre), chiesa parrocchiale situata nella località di Malaventre.[4] Risale al periodo tardo-medievale[5] e in origine era dedicata a San Lorenzo.[6] Posti successivamente era anche presenti dei bacini ceramici nel sottogronda risalenti dal XI secolo al XV secolo, alcuni dei quali sono conservati nel museo di San Matteo a Pisa.[6]
- Oratorio di San Niccolò, chiesa di culto della tenuta di Migliarino.

### Aree naturali
- Tenuta di Migliarino, una delle sette tenute del Parco naturale di Migliarino, San Rossore e Massaciuccoli, situata nella parte settentrionale. Costituisce, con i suoi 3 700 ettari di estensione, la zona del parco di maggiore rilevanza economica.

## Società
Associazioni di volontariato
La Pubblica Assistenza Società Riunite in Pisa è presente con una Sezione della sua Associazione, fornendo numerosi servizi alla cittadinanza.
ASD Migliarino Vecchiano.
Società di calcio del Comune di Vecchiano con sede a Migliarino presso il locale campo sportivo comunale.
Milita nei campionati dilettanti della Toscana. Nella stagione 2022/2023 ha disputato il campionato di Prima Categoria. Vanta anche un importante settore giovanile di rilievo provinciale.

## Infrastrutture e trasporti
La località è un importante snodo viario, in quanto raccordo tra le autostrade A11 e A12 e sede del casello autostradale di Pisa Nord.